# Burton, Ohio
Burton är en ort i Geauga County i delstaten Ohio, USA.